# جک دی. فیشر
جک دیوید فیشر (به انگلیسی: Jack David "2fish" Fischer) فضانورد اهل کشور ایالات متحده آمریکا است که در ۲۳ ژانویهٔ ۱۹۷۴ میلادی در لوئیسویل، کلرادو زاده شد.